# Pyramiderna i Güímar
Pyramiderna i Güímar är sex trappstegspyramider på Kanarieöarna, i byn Güímar på ön Teneriffas östkust, som uppvisar rektangulära grundplan. 
Länge antogs det att pyramiderna åstadkommits genom den lokala seden att stapla stenar man träffat på under plöjning längs med åkerkanterna. Enligt lokalbefolkningen och av äldre fotografier att döma fanns liknande pyramider tidigare på många platser på Kanarieöarna men eftersom de uppfattats som ointressanta har de fått tjäna som lättillgängligt byggnadsmaterial. I Güímar till exempel fanns tidigare inte mindre än nio pyramider.
1991 undersökte Thor Heyerdahl pyramiderna och konstaterade att de inte kan ha varit slumpmässiga stenhögar. Till exempel bär pyramidernas hörnstenar tydliga spår av bearbetning och marken jämnades till innan pyramiderna uppfördes. Heyerdahl upptäckte också pyramidernas astronomiska orientering. Vid sommarsolståndet kan man från den högsta pyramidens plattform se två successiva solnedgångar bakom två intilliggande berg. Alla pyramiderna har trappsteg orienterade mot väst på vilka man exakt kan följa vintersolståndet.
Heyerdahl har utvecklat teorin att Kanarieöarna i en avlägsen forntid utgjort en viktig mellanstation för en handel som bedrevs mellan Amerika och medelhavsregionen. Det snabbaste vägen mellan kontinenterna går än idag över Kanarieöarna och 1970 kunde Heyerdahl visa att den atlantiska överfarten var möjligt med den tidens teknik genom att själv segla från Marocko till Karibien i sin papyrusbåt Ra II.
Heyerdahl lyckades inte fastställa pyramidernas ålder eller utröna vilka som en gång uppfört dem.
Den första arkeologiska utgrävningen som utfördes av universitetet La Laguna 1991 visade att pyramiderna byggdes senare än år 1800: pyramiderna finns på ett lager av jord som innehåller arkeologiskt material (importerade keramikskärvor) från och med 1800-talet.
Av denna anledning är det utom allt tvivel klart, att pyramiderna inte har uppstått vid tiden för guancherna. Orsaken till byggnadernas uppkomst och deras funktion är dock fortsatt oklar.
1998 omvandlades ett 65 000 kvadratmeter stort område kring pyramiderna, med ekonomiskt stöd av den norske skeppsredaren Fred Olsen som bodde på Teneriffa, till en etnologisk park med ett informationscenter och två utställningspaviljonger som ger besökare upplysningar om Heyerdahls expeditioner och hans teorier kring pyramiderna. Bland annat hittar man en reproduktion av Ra II i fullskala.